# Heteromeringia crenulata
Heteromeringia crenulata är en tvåvingeart som beskrevs av Masahiro Sueyoshi 2006. Heteromeringia crenulata ingår i släktet Heteromeringia och familjen träflugor. Inga underarter finns listade i Catalogue of Life.